# 地籍
地籍是指一个国家记载土地基本状况的簿册。其内容一般包括土地的位置、界址、权属、质量、数量和用途等，有时还包括土地等级、地价及有关文件、数据和图件。地籍是由国家建立和管理的，其核心内容就是土地的权属。土地為立國之基礎，亦為國計民生之所繫。孟子滕文公篇有曰：「仁政必自經界始」，又曰「經界正則庶民興」，由此可知地籍釐整之重要性。地政為庶政之母，地籍之正確性影響人民權益甚鉅，亦為政府各項施政之基礎依據所在。

## 历史

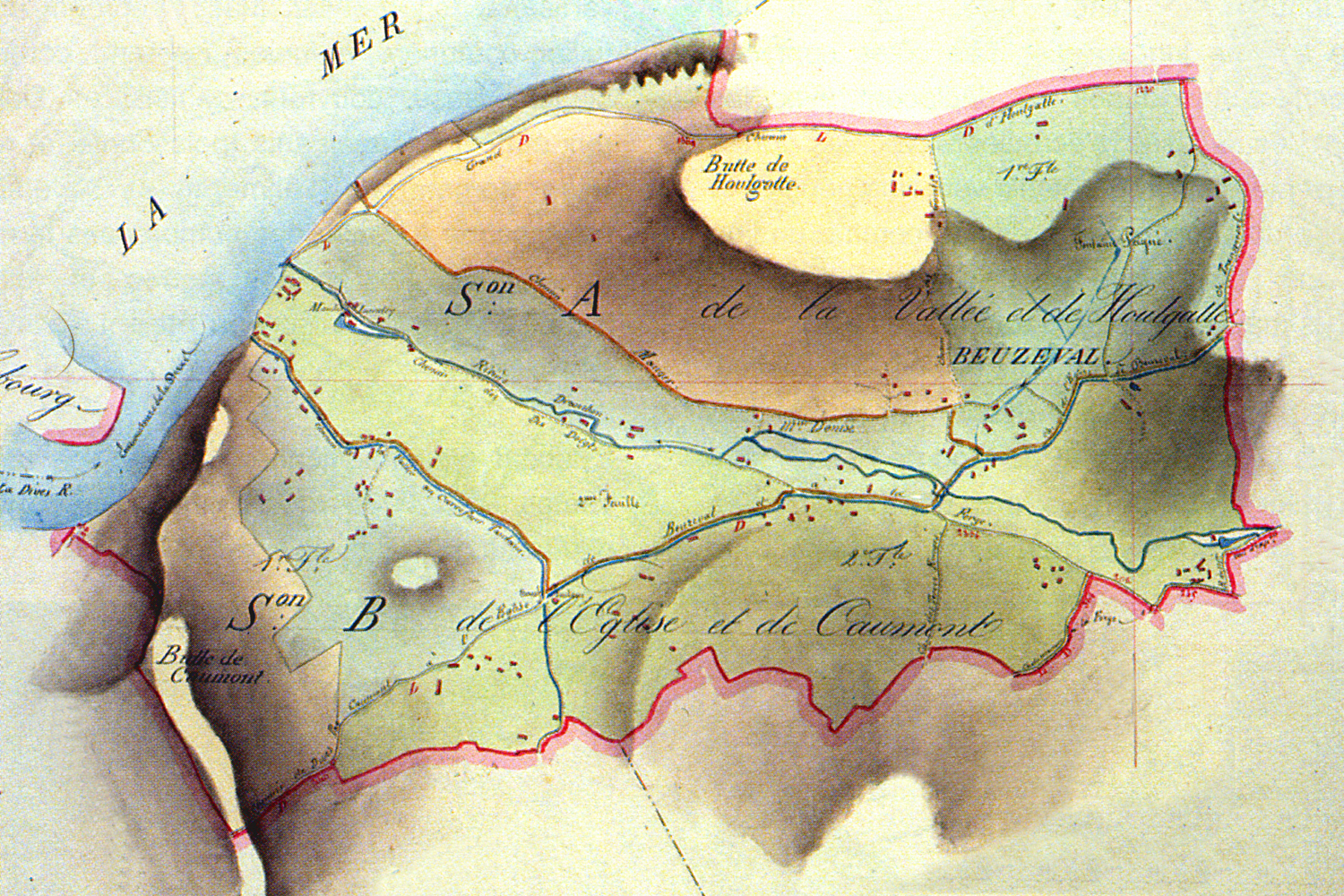
1826年绘制的法国城市Beuzeval的一幅平面地籍图

地籍的在古代就是指土地的登记册簿，是国家为了征税而建立的一种田赋清册或簿册。历史上最早的地籍只对土地进行描述和记载，没有涉及土地上的建筑物、构筑物。18世纪，随着社会结构发生了深刻的变化，土地的利用呈现多元化，测量技术的发展也为地籍提供了准确的地理参考系统，这时期的地籍内容增加了附属物的内容。到了19世纪，在欧洲，随着经济结构的变化，产生了需要更好的保护土地所有权和使用权的要求，地籍也因此成为产权保护的工具。随着社会的发展，现代地籍除了一些传统的内容外，还包括有关土地的自然属性、社会经济状况和法律状况的调查及其隶属关系的一些列记录。

## 地籍的种类
地籍按发展阶段、记录对象、建立目的等的不同，可划分为不同的类别体系。

| - 按发展阶段划分 - 税收地籍 - 产权地籍（也称法律地籍） - 多用途地籍（也称现代地籍） | - 按特点和任务划分 - 初始地籍 - 日常地籍 | - 按所记载的对象划分 - 城镇地籍 - 农村地籍 | - 按表现形式划分 - 常规地籍 - 数字地籍 |

## 地籍测量
地籍测量就是通过制作文档、图表、草图、平面示意图及地籍图等形式描述每宗土地的权属、位置、形状、数量等基本状况。